# Piper purusanum
Piper purusanum är en pepparväxtart som beskrevs av Truman George Yuncker. Piper purusanum ingår i släktet Piper och familjen pepparväxter. Utöver nominatformen finns också underarten P. p. miryense.